# Darakert
Darakert är en ort i Armenien. Den ligger i provinsen Ararat, i den centrala delen av landet, 12 kilometer sydväst om huvudstaden Jerevan. Darakert ligger 842 meter över havet och antalet invånare är 2 325.
Terrängen runt Darakert är huvudsakligen platt, men österut är den kuperad. Runt Darakert är det ganska tätbefolkat, med 155 invånare per kvadratkilometer.. Närmaste större samhälle är Jerevan, 12,0 kilometer nordost om Darakert.
Trakten runt Darakert består till största delen av jordbruksmark.